# Tháp Hércules
Hải đăng Hercules, (tiếng Galicia và tiếng Tây Ban Nha: Torre de Hércules) nay là tháp Hercules, là một ngọn hải đăng xây từ thời La Mã nằm gần La Coruña, Galicia, Tây Ban Nha. Hải đăng bao gồm 7 tầng, trên cùng có một ngọn đèn biển. Năm 2009, tháp hải đăng Hercules được công nhận là di sản thế giới UNESCO và được xếp hạng là Di tích lịch sử quốc gia ở Tây Ban Nha.